# Antoni Furmańczyk
Antoni Furmańczyk (ur. 4 stycznia 1890 w Warszawie, zm. 16 października 1930 w Częstochowie) – działacz niepodległościowy, polityczny, członek Rady Miejskiej w Częstochowie w latach 1925-27.

## Życiorys
W 1906 został aresztowany, a następnie skazany na zesłanie za przynależność do Narodowego Związku Robotniczego. Po powrocie do kraju w 1922 był mocno zaangażowany w życie publiczne. W tym samym roku objął on funkcję prezesa zarządu Narodowej Partii Robotniczej w Częstochowie, a w 1924 został wybrany do Rady Powiatowej Kasy Chorych w Częstochowie. W latach 1925–1927 był radnym miasta z listy Narodowej Partii Robotniczej. W 1930 pełnił funkcję przewodniczącego rady powiatowej BBWR oraz kandydował do Sejmu z ramienia tej partii.
Antoni Furmańczyk zginął w zamachu dokonanym przez Jana Kostrzewskiego, który w odwecie za zniszczenie przez piłsudczyków lokalu PPS wdarł się do siedziby Kasy Chorych, gdzie zastrzelił Furmańczyka, komisarza Kasy Chorych Józefa Rejowskiego, prezesa Związku Pracy Narodowej Partii Robotniczej Macieja Mołdę oraz urzędnika Michała Zawadzkiego. W zamachu zostali ranni: naczelny lekarz Kasy Chorych dr Tadeusz Biluchowski oraz skarbnik Związku Pracy NPR Józef Pukiewicz. Ostatecznie zamachowiec zginął w trakcie walk.
Antoni Furmańczyk został pochowany na Cmentarzu Kule w Częstochowie. Jego synowie Henryk oraz Wacław byli oficerami Armii Krajowej.